# Pierre-Jean Andrieux
Pour les articles homonymes, voir Andrieux.
Pierre-Jean Andrieux est un homme politique français né le 26 août 1754 à Parthenay (Deux-Sèvres) et mort le 21 juillet 1820 au même lieu.

## Biographie
Fils de Pierre Andrieux, notaire, et de Renée Picard, propriétaire à Parthenay, il est député des Deux-Sèvres en 1815, pendant les Cent-Jours.

## Sources
- « Pierre-Jean Andrieux », dans Adolphe Robert et Gaston Cougny, Dictionnaire des parlementaires français, Edgar Bourloton, 1889-1891 [détail de l’édition]